# 탭 구분 값
탭 구분 값(Tab-separated values, TSV) 파일은 표 구조(예: 데이터베이스 테이블 또는 스프레드시트 데이터)로 데이터를 저장하는 단순 텍스트 포맷이자 데이터베이스끼리 정보를 교환하는 수단이다. 테이블의 각 레코드는 텍스트 파일의 한 줄이다. 레코드의 각 필드 값은 탭 문자로 다음 값과 구별한다. 그러므로 TSV 포맷은 CSV 포맷의 일종으로 간주된다.
TSV의 IANA 표준은 필드 내 탭을 허용하지 않도록 단순화함으로써 단순성을 달성한다.

## 예시
```
Sepal length	Sepal width	Petal length	Petal width	Species
5.1	3.5	1.4	0.2	I. setosa
4.9	3.0	1.4	0.2	I. setosa
4.7	3.2	1.3	0.2	I. setosa
4.6	3.1	1.5	0.2	I. setosa
5.0	3.6	1.4	0.2	I. setosa

```

위 TSV 플레인 텍스트는 다음의 표 데이터와 일치한다:
| Sepal length | Sepal width | Petal length | Petal width | Species   |
| ------------ | ----------- | ------------ | ----------- | --------- |
| 5.1          | 3.5         | 1.4          | 0.2         | I. setosa |
| 4.9          | 3.0         | 1.4          | 0.2         | I. setosa |
| 4.7          | 3.2         | 1.3          | 0.2         | I. setosa |
| 4.6          | 3.1         | 1.5          | 0.2         | I. setosa |
| 5.0          | 3.6         | 1.4          | 0.2         | I. setosa |

## 같이 보기
- CSV
- 구분 문자